# تسوئی سیو-مینگ
تسوئی سیو-مینگ (به انگلیسی: Tsui Siu-Ming) فیلم‌نامه‌نویس، تهیه‌کننده فیلم، هنرپیشه، دستیار کارگردان، مدیر تولید و طراح صحنه‌های اکشن اهل هنگ کنگ است. او بنیان‌گذار شرکت فیلم‌سازی «سان‌دریم موشن پیکچرز» است.
از فیلم‌های او می توان به پنجه تک‌شاخ و جایگاه چشمگیر اشاره کرد.